# Rivière Petitot
Pour les articles homonymes, voir Petitot.
60° 14′ N, 123° 29′ O

La rivière Petitot est un cours d'eau qui coule dans les provinces canadiennes de l'Alberta, de la Colombie-Britannique et les territoires du Nord-Ouest. Elle est un affluent de la rivière Liard.

## Géographie
La rivière Petitot a une longueur de 404 kilomètres. Elle prend sa source au lac Bistcho dont elle est le principal émissaire.

## Histoire
Les Amérindiens des tribus Dénés appelaient cette rivière "mbehcholah" qui signifie noire.
En 1862, le père Émile Petitot, missionnaire français chez les Oblats de Marie-Immaculée, partit évangéliser les autochtones de cette région septentrionale et fut le premier à arpenter ce territoire. On attribua son patronyme à cette rivière en son honneur.